# 전개도

정십이면체의 전개도.

전개도(展開圖)는 입체를 평면으로 펼쳐서 그리는 도형을 말한다. 전개도는 입체도형의 모서리를 잘라서 펼친 모양인데 잘린 모서리는 실선으로, 잘리지 않은 모서리는 점선으로 표기하며 모든 면은 적어도 하나 이상의 면과 연결되어 있어야 한다. 다면체와 단곡면을 전개가 가능할 것이며, 곡면의 전개가 절단하여 나타내는 과정이다. 또한 전개도를 만들고 나서 접었을 때 겹치는 면이 있거나 서로 마주보는 면의 크기나 모양이 합동이 아니면 안 된다.
함석판 등 얇은 판재를 접거나 구부리고 용접하여 배관용 덕트 등을 만들기도 한다.

또 마인크래프트 같은 3D(입체) 게임의 외형을 편집할 때도 많이 쓰인다.

## 작도법
대표적으로 평행선법, 방사선법, 삼각형법'의 3가지 작도법에 의거하여 전개도를 작도할 수 있다. 실제 기능올림픽 분야에서 이것의 작도 능력을 판단하는 부문도 (대회) 종목에 포함되어 있다.

## 같이 보기
- 페이퍼 모델
- UV 매핑